# Фульдський прохід
50°50′ пн. ш. 9°40′ сх. д. / 50.84° пн. ш. 9.67° сх. д.

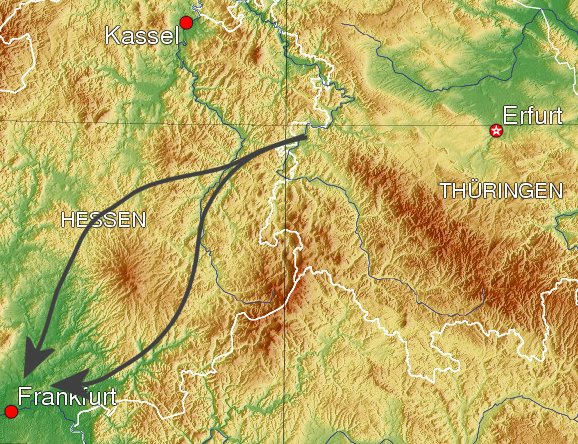
Можливі напрямки атакування через Фульдський прохід. Південний схід — Фульда, північно-західний — Альсфельд, між ними гори Фогельсберг

Фульдський прохід (Фульдський коридор, англ. Fulda Gap; нім. Fulda-Lücke) — територія в німецькій землі Гессен, яка в епоху холодної війни вважалася одним з основних напрямків потенційного вторгнення в Західну Європу сил Варшавського блоку.
Ця територія починається з кордону із землею Тюрингія біля міста Фульда й прямує у напрямку Франкфурт-на-Майні. Географічно ця територія утворена двома низовинами: між гірськими масивами Верхній Рен й Кнюльгебірге та гірськими масивами Шпессарт й Фогельсберг. З 1945 року Фульдський прохід починався на кордоні радянської та американської окупаційних зон у Німеччині, а надалі — з утворенням НДР та ФРН — на їхньому державному кордоні.
Фульдський прохід планувалося використовувати для розгортання й атакуванням великими танковими бронетанковими з'єднаннями в напрямку основних промислових центрів Західної Німеччини. Бронетанкові групи становили основу ударної сили радянських військ, розташованих у Центральній Європі. Очікувалося, що радянські війська (8-ма гвардійська армія) почнуть наступ із міст Айзенах (нім. Eisenach) та Ерфурт (нім. Erfurt) в напрямку промислового та фінансового центру ФРН міста Франкфурт-на-Майні. У тому районі також знаходилась одна з основних баз BGC США в Європі Rhein-Main Air Base.
Атакування через Фульдський прохід вигідно відрізнялося від інших шляхів (Північнонімецька низовина або через долину річки Дунай в Австрії), оскільки потребувало форсування лише однієї річки Фульди, яку влітку взагалі можна перейти в брід.
У випадку військових дій війська НАТО планували тут влаштувати основну танкову битву.